# 러더퍼드 B. 헤이스 대통령 취임식
제19대 미국 대통령인 러더퍼드 B. 헤이스 대통령 취임식은 1877년 3월 5일 월요일, 워싱턴 D.C.의 미국 국회의사당 동쪽 주랑 현관에서 공개적으로 거행되었다. 이는 23번째 미국 대통령 취임식으로, 러더퍼드 B. 헤이스의 대통령직과 윌리엄 A. 휠러의 부통령직의 유일한 4년 임기가 시작되었음을 알렸다.
1877년 3월 4일이 일요일이었기 때문에 헤이스는 3월 3일 백악관의 레드룸에서 선서하고, 백악관에서 대통령 취임 선서를 한 최초의 대통령이 되었다. 이 행사는 전년도 1876년 미국 대통령 선거가 너무나 격렬하게 분열되어 퇴임하는 율리시스 S. 그랜트 대통령이 새뮤얼 J. 틸던 지지자들의 봉기를 우려하는 동시에, 민주당이 공개 취임식을 방해하려는 시도는 실패할 것이라고 확신했기 때문에 삼엄한 경비 속에 비밀리에 진행되었다.
이미 비공개로 선서를 마친 헤이스는 이틀 후 다시 공개적으로 선서를 하고 1881년 3월 4일까지 재임했다. 헤이스의 가장 잘 알려진 명언인 "조국에 가장 잘 봉사하는 자가 당에 가장 잘 봉사한다"는 그의 취임 연설에서 나온 것이다. 헤이스는 취임 연설에서 하느님이나 최고 존재를 언급하지 않은 최초의 대통령이 되었다.

## 같이 보기
- 러더퍼드 B. 헤이스 행정부
- 1876년 미국 대통령 선거

## 내용주
1. ↑  “Presidential Inaugurations: Rutherford B. Hayes, Inauguration, March 5, 1877”.
2. ↑  “The 23rd Presidential Inauguration: Rutherford B. Hayes, March 05, 1877”. United States Senate. 2016년 11월 8일에 원본 문서에서 보존된 문서. 2020년 5월 3일에 확인함.
3. ↑  Neuman, Scott (2013년 1월 22일). “Divine Rhetoric: God In The Inaugural Address”. 《NPR》. 2015년 6월 14일에 원본 문서에서 보존된 문서. 2022년 8월 27일에 확인함.